# William Hunt (Historiker)
William Hunt (* 3. März 1842 in Hotwells, Clifton, Bristol; † 14. Juni 1931 in London) war ein englischer Kleriker, Biograf und Historiker.

## Leben
Hunt war der älteste Sohn des Reverends und damaligen Vikars der Kirche Holy Trinity in Hotwells William Hunt († 1889) und dessen Frau Maria (geborene Simpson). Er wurde an der Harrow School ausgebildet und lebte im Haus des Schulleiters Charles John Vaughan (1816–1897). Er immatrikulierte sich im März 1861 am Trinity College in Oxford. Hier erlangte er 1862 einen Abschluss in klassischer Moderation und 1864 einen Abschluss erster Klasse in Jura und moderner Geschichte. Hunt wurde 1865 zum Priester geweiht und arbeitete zunächst als Pfarrer bei seinem Vater.  Er war von 1867 bis 1882 Vikar von Congresbury, Somerset. Hier war er an der Restaurierung der Kirche beteiligt und ließ eine neue Schule bauen. Zugleich arbeitete er als Geschichtsprüfer in Oxford. 1882 zog er nach London und widmete sich dem Studium der Geschichte und der Biographie. Hunt wurde Mitarbeiter des Saturday Review und Autor des Dictionary of National Biography. Er verfasste auch mehrere Aufsätze für die „Somerset Archæoological Society“ und 1893 einen Band über die beiden „Chartularies of Bath Priory“ für die „Somerset Record Society“, deren Gründungsmitglied er 1886 war.
Hunt besaß eine umfangreiche Bibliothek mit rund 2.500 Bänden, die von seiner Witwe der neuen Bibliothek des Trinity College in Oxford geschenkt wurde. Er wurde auf dem Kensington Cemetery beigesetzt.

## Mitgliedschaften (Auswahl)
- Seit 1861 Mitglied und von 1905 bis 1909 Präsident der Royal Historical Society (an der Wand eines Gebäudes der Gesellschaft am Russell Square befand sich sein Porträtbild)
- Seit 1866 Mitglied und von 1872 bis 1879 ehrenamtlicher Generalsekretär Somerset Archaeological and Natural History Society
- Ehrenmitglied des Trinity Colleges in Oxford

## Schriften
- The Somerset Diocese, Bath and Wells. Society for Promoting Christian Knowledge u. a., London u. a. 1885, (archive.org).
- The English Church in the Middle Ages. Longmans, Green, and Co., London 1888, (archive.org).
- als Herausgeber: A History of the English Church. 8 Bände. 1899–1910;
  - als Autor: Band 1: The English Church from Its Foundation to the Norman Conquest. (597–1066). Macmillan u. a., London u. a. 1899, (archive.org).
- als Herausgeber mit Reginald Lane Poole: The Political History of England. 12 Bände. Longmans, Green, and Co., London u. a. 1905–1907;
  - als Autor: Band 10: The History of England. From the Accession of George III. to the Close of Pitt’s first Administration. (1760–1801). 1905, (archive.org).
- als Herausgeber: The Irish Parliament. 1775. From an official and contemperary Manuscript. Longmans, Green, and Co. u. a., London u. a. 1907, (archive.org).